# Biagio Tempesta
Biagio Tempesta (L'Aquila, 1º marzo 1942) è un politico italiano.

## Biografia
Di professione avvocato, crebbe politicamente nel Movimento Sociale, partito per il quale è stato consigliere comunale e regionale, per poi passare a Forza Italia, quindi al Popolo della Libertà ed infine in Futuro e Libertà per l'Italia.
È stato per due volte sindaco della città dell'Aquila venendo eletto per la prima volta il 7 giugno 1998 — con il 56,4% di voti, al ballottaggio contro il sindaco uscente Antonio Carmine Centi — e successivamente riconfermato il 26 maggio 2002 — con il 53,3% di voti, al primo turno contro Celso Cioni. Durante il suo secondo mandato, Tempesta fu promotore della realizzazione di una linea tranviaria per collegare direttamente la periferia occidentale della città con il centro storico, in particolare con piazza Palazzo e piazza Duomo; l'opera, tuttavia, non venne mai completata.